# Maria Himmelfahrt (Lauterach)

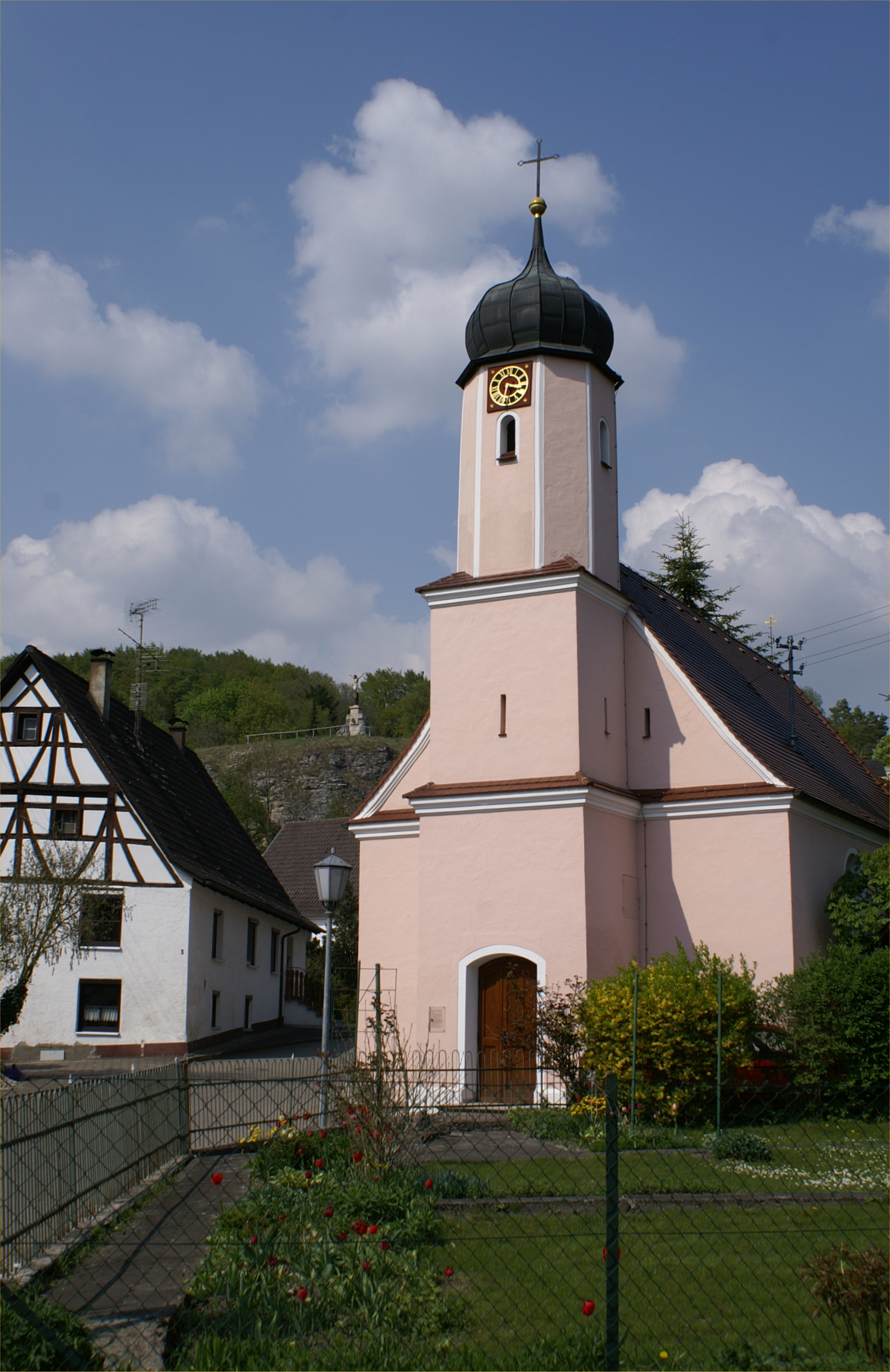
Maria Himmelfahrt in Lauterach

Die römisch-katholische Kapelle Maria Himmelfahrt steht in Lauterach, einer Gemeinde im Alb-Donau-Kreis in Baden-Württemberg. Sie gehört zur Kirchengemeinde Neuburg im Dekanat Ehingen-Ulm der Diözese Rottenburg-Stuttgart. Das Bauwerk ist beim Landesamt für Denkmalpflege Baden-Württemberg als Baudenkmal eingetragen.

## Beschreibung
Die Kapelle wurde 1601 im Auftrag des Abtes des Klosters Zwiefalten erbaut. Sie besteht aus einem Langhaus, einem Chor mit Fünfachtelschluss im Nordosten und einem Fassadenturm im Südwesten, dessen achteckiges Obergeschoss die Turmuhr und den Glockenstuhl beherbergt. Darauf sitzt eine Zwiebelhaube. 1993/94 wurde die Kapelle restauriert und die Sakristei an der Nordwestseite des Chors angebaut. 
Der Innenraum des Langhauses ist mit einer Kassettendecke überspannt. Ein Chorbogen öffnet ihn zum barocken Altar, auf dessen Altarretabel die Himmelfahrt Marias dargestellt ist.